# Эйри, Джордж Биддель
Сэр Джордж Биддель Эйри (англ. Sir George Biddell Airy; 27 июля 1801, Алник, Нортумберленд — 2 января 1892) — британский математик и астроном.
Член (1836) и президент (1871—1873) Лондонского королевского общества, иностранный член Парижской академии наук (1872; корреспондент с 1835) и Американского философского общества.

## Биография
Джордж Биддель Эйри родился 27 июля 1801 года в Алнике.
Окончил Кембриджский университет (1823) и до 1835 года работал там же, с 1826 года — профессор математики (в должности Лукасовского профессора), с 1828 года — профессор астрономии и директор Кембриджской обсерватории.
В 1835—81 гг. — директор Гринвичской обсерватории и Королевский астроном.
В 1836 году был избран членом Лондонского королевского общества, его президент в 1871—73 годах. Четырежды избирался президентом Королевского астрономического общества (в 1835—37, 1849—51, 1853—55, 1863—64).
Сэр Джордж Биддель Эйри скончался 2 января 1892 года.

## Вклад в науку
Основные труды в области небесной механики, практической астрономии и оптики.

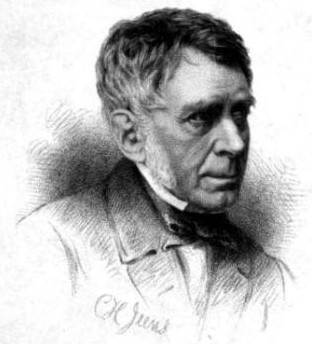
Джордж Биддель Эйри

Обнаружил явление астигматизма человеческого глаза и ввёл в употребление цилиндро-конические линзы для исправления этого дефекта зрения. В 1834 впервые разработал теорию дифракции света в объективах телескопов. «Диском Эйри» называют светлый кружок в центре дифракционной картины изображения звезды. В 1836 предложил современную теорию радуги.
Разработал способ определения параллакса Солнца и метод определения апекса его движения. Обработал наблюдения Луны и планет, выполненные в Гринвичской обсерватории на протяжении 1750—1830; нашёл новое неравенство в движениях Венеры и Земли, улучшил солнечные таблицы. В 1847 усовершенствовал теорию приливов Лапласа.
В 1855 году он определил плотность и массу Земли с помощью маятника, установленного на поверхности и в глубине шахты. Выдвинул гипотезу об изостазии земной коры. В 1886 опубликовал новый метод, с помощью которого пытался исправить теорию движения Луны. Изобрел в 1839 компенсатор судового компаса, разработал метод исследования цапф (метод Эйри).
Сыграл большую роль в развитии Гринвичской обсерватории как учёный и организатор науки. Преобразовал методику наблюдений, проводившихся в обсерватории, и их обработки. Обновил и расширил инструментальное оборудование, при этом лично сконструировал ряд инструментов, создал в обсерватории отделы Солнца, магнетизма и метеорологии. Руководил подготовкой и научной работой английских экспедиций по наблюдению прохождений Венеры по диску Солнца в 1874 и 1882 годах.

## Признание
- Медаль Копли (1831)
- Золотая медаль Королевского астрономического общества (1833, 1846)
- Премия имени Лаланда Парижской АН (1834)
- Бейкеровская лекция (1840)
- Королевская медаль (1845)
- Медаль Альберта (Королевское общество искусств) (1876).

Иностранный член-корреспондент Петербургской академии наук (1840).
Иностранный член Баварской АН (1859, членкор 1840).
В его честь названы кратер на Луне и кратер на Марсе.

## Публикации
Важнейшие работы:
- Mathematical Tracts on Physical Astronomy (1826);
- On the Lunar Theory, The Figure of the Earth, Precession and Nutation, and Calculus of Variations (1828)
- Experiments on Iron-built Ships, instituted for the purpose of discovering a correction for the deviation of the Compass produced-by the Iron of the Ships (1839);
- On the Algebraic and Numerical Theory of Errors of Observations and the Combination of Observations (1861).